# Hamamelidales
Ordre
Classification APG II (2003)
Classification APG III (2009)
Les Hamamelidales sont un ordre de plantes dicotylédones.
En classification classique de Cronquist (1981) il comprend cinq familles :
- Cercidiphyllacées
- Euptéléacées
- Hamamélidacées
- Myrothamnacées
- Platanacées (famille du platane)

En classification phylogénétique APG II (2003) et classification phylogénétique APG III (2009) cet ordre n'existe pas.